# 鈴鹿市立図書館
鈴鹿市立図書館（すずかしりつとしょかん）は、三重県鈴鹿市飯野寺家町にある公立図書館。市内に本田技研工業鈴鹿製作所があることから、同社や本田宗一郎に関する図書の収集に力を入れている。
市内広域で図書館サービスを提供するため公民館を巡回する「ふれあいライブラリー」を実施するとともに、2015年（平成27年）には江島分館を開設した。また本館では読み聞かせやおもちゃの修理など多彩なボランティア活動が展開されている。

## 建物の概要
現行館は1981年（昭和56年）4月に利用を開始した。延床面積は2,952m2。道路を挟んで向かい合う鈴鹿市文化会館とともに、鈴鹿市の文教地区を形成する。
図書館は2階建てで、1階に一般閲覧室、児童閲覧室、おはなしのへや、身体障害者・高齢者向け図書のある特別閲覧室、中高生向け図書のあるティーンズコーナー、廃棄図書を来館者が自由に持ち帰れる図書リサイクルコーナー、市民が図書を持ち寄るフリーライブラリーなど、2階に参考図書室、新聞閲覧室、郷土資料室、学習室、視聴覚室、ボランティアルームなどがある。

## 歴史

### 図書館の設立と発展（1909年 - 1981年）
1909年（明治42年）8月に河曲同窓会付属図書館として開館した。同館は河芸郡神戸町北新町、六郷川沿いに建ち、学校教職員と兼務の館長と1名の司書で運営していた。運営者の河曲同窓会とは、河曲高等小学校（現・鈴鹿市立河曲小学校）の同窓会である。当時の蔵書は和装本が多く、約6,000冊を所蔵していた。1923年（大正12年）に神戸町へ移管し、神戸藩の藩校・教倫堂（こうりんどう）の蔵書を継承した。1940年（昭和15年）11月25日に神戸町立図書館に改称した。
神戸町は1942年（昭和17年）12月1日に周辺1町12村と合併して鈴鹿市となり、図書館は鈴鹿市に引き継がれ、鈴鹿市立神戸図書館に改称した。戦後の1949年（昭和24年）、広大な市域で図書館活動を展開するために巡回文庫を開始、約45冊入る箱を20箱抱えて市内の出張所や学校、青年団長の自宅に1か月交代で設置し、市民の読書欲に応えようとした。神戸の本館での閲覧者数は1950年（昭和25年）時点で8,060人であった。
1956年（昭和31年）9月に旧鈴鹿市役所庁舎を改造して鈴鹿市中央公民館が開館し、その一角に鈴鹿市立神戸図書館は移転した。翌1957年（昭和32年）4月に鈴鹿市立図書館へ改称した。1971年（昭和46年）、中央公民館が鈴鹿市民会館の南側に移転したのに伴い、図書館も移転した。1975年（昭和50年）には閲覧者数が16,365人と1950年（昭和25年）時点の倍以上に伸び蔵書数も増加を続けていたが、図書館先進都市と比較するとまだ見劣りする規模であった。

### 飯野寺家町時代（1981年 - ）
そこで1981年（昭和56年）4月1日に飯野寺家町に新築の図書館が建設され、そこへ移転した。図書館には当時最新のコンピュータを導入し、特製の大型バスを利用した移動図書館も装備し、市内549地点の巡回を開始するなど施設面でもサービス面でも三重県有数の規模に成長した。1985年（昭和60年）時点の蔵書数は111,040冊、閲覧者数は216,969人、貸出冊数は320,711冊で、移動図書館の利用者数は15,610人、貸出冊数は43,331冊であった。
2001年（平成13年）、視覚障害者のための音声読書機を導入した。2005年（平成17年）4月より平日の開館時間を17時から19時に延長した。なお、当時の休館日は月曜日であった。2009年（平成21年）12月には市民団体の主催で「鈴鹿市のあゆみ展」を開催、鈴鹿海軍工廠の建設に伴って鈴鹿市が市制を施行した歴史を戦争関連資料の展示を通して紹介した。
2012年（平成24年）10月1日、台風17号が襲来し、鈴鹿市では道路が冠水するなどの被害が発生し、図書館も床下浸水した。2015年（平成27年）4月、児童書を中心とする江島分館を設置した。2016年（平成28年）8月、前年の鈴鹿バルーンフェスティバルを写したフォトコンテストおよびスケッチコンテストの優秀作品の展示を行った。同年10月10日には鈴鹿商工会議所青年部の主催で、図書館の西側駐車場を利用したボックスカートグランプリを開催した。同時にコスプレイベントも開催された。

## 利用案内
- 所在地：三重県鈴鹿市飯野寺家町812番地
  - 近鉄鈴鹿線 鈴鹿市駅から徒歩で約20分[3][8]。駐車場は107台[8]。
- 開館時間：9時から19時まで（ただし土日祝日は17時まで）
- 休館日：金曜日、第1火曜日（1月を除く）、特別整理期間、年末年始
- 貸出制限：鈴鹿市に在住・通勤・通学している者。
- 貸出可能冊数：5冊
- 貸出可能期間：2週間（1回延長可能）
- 予約可能。
- 拡大読書器、大活字本、点字図書、録音図書[28]、音声読書機あり[20]。

## 貴重書の所蔵
津藩の大庄屋であった肥田町の服部家から寄贈された「服部家文書」約600点、神戸藩の家老を務めた松野家伝来の「松野文庫」約3,000点、河曲同窓会付属図書館から引き継いだ『漢書』・『後漢書』・『五代史』・『北斉書』・『周書』などから成る229件3,109点の和装本などを所蔵していたが、現在は鈴鹿市文化スポーツ部文化財課郷土資料室（鈴鹿市役所西館２階）に移管されている。

## 江島分館
江島分館（えじまぶんかん）は三重県鈴鹿市中江島町3-27にある2階建ての施設で、床面積は255m2である。2016年（平成28年）現在の蔵書数は約1万冊で、幼児から小学生までの児童書を中心に所蔵する。職員は2人で、分館長は本館の館長が兼任する。利用者数は1か月に約1,500人。
1階はカーペット敷の図書館で、2階は市民が発表・展示を行えるギャラリーとなっている。貸出条件や休館日は本館と同じで、開館時間は9時から17時まで（ただしギャラリーは21時まで）である。
2015年（平成27年）度の当初予算で江島カルチャーセンターを鈴鹿市立図書館江島分館とする予算として592万円が計上された。そして2015年（平成27年）4月に開館、2016年（平成28年）10月12日にリニューアルオープンした。リニューアルにより、会議室を閲覧室に変更し、机・椅子・蔵書検索用のコンピュータ・おむつ替えシートなどを設置した。また夜間返却窓口も開設した。

## 特色ある活動
鈴鹿市立図書館では市民の読書量の減少傾向を危惧しており、図書館に来てもらえるよう、さまざまな取り組みを行っている。例えば、夏休みに子供向けの映画会や手作り絵本教室を開催する、市民の要望が多い視聴覚資料を充実するなどの活動である。

### 配本 / ふれあいライブラリー
鈴鹿市では広く市民が利用できるように公民館などへの配本サービスと「ふれあいライブラリー」というサービスを実施している。「ふれあいライブラリー」とは毎月1 - 3回、市内の公民館31か所を巡回して図書を貸し出すものである。各公民館には30分滞在する。2015年（平成27年）現在のふれあいライブラリー用の図書は約2万9千冊、貸出冊数は約4万5千冊。

### 年賀状展
鈴鹿市在住の著名人宛てに届いた年賀状や一般市民から募集した年賀状を図書館1階のロビーで展示する催事であり、毎年1月末に開催している。図書館が鈴鹿市中央公民館に併設されていた頃から続く伝統的な催事である。

### 謎解きイベント
2016年（平成28年）10月28日、「不思議の国のアリス×鈴鹿市立図書館」と題した謎解きイベントを開催した。参加者は「不思議の国のアリス」の世界に迷い込んだという設定で謎や暗号を解いていくというイベントであった。問題はすべて図書館職員の自作で、同館としては初の試みであった。
当日は図書館の休館日であり、事前応募で当選した25人が参加した。参加者は24歳以下が半数以上を占め、普段図書館を利用しない人が多く、全員が楽しかったとアンケートに回答している。この成功を受け、同館では2017年（平成29年）2月18日にも同じ内容のイベントを開催する予定である。

### ボランティアによる活動
2014年（平成26年）時点で約80人のボランティアが活動しており、図書の整理や修理、環境美化、読み聞かせなどの活動を行っている。

#### おはなし会
おはなし会は開始当初、図書館職員が自ら行っていたが、その参加者の1人が2004年（平成16年）に読み聞かせボランティア「とんとん」を設立し、おはなし会を開催するようになった。同年中に「鈴鹿おはなしの会『アリス』」と「おはなしかいにこにこ」が発足、2013年（平成25年）には「ぶっくま」も立ち上がり、2014年現在この4団体がそれぞれ異なる日時に読み聞かせを行っている。
おはなし会では、短くおもしろい話や手遊びなどで聴衆の関心を惹いてから、読み聞かせに入る。それぞれの団体は独自の工夫を凝らしながら読み聞かせを行い、時には読み聞かせの主な対象である子供だけでなく、付き添いの大人まで感動させることもある。

#### おもちゃ病院トイなおす
3か月に1度、鈴鹿市立図書館でボランティア団体「おもちゃ病院トイなおす」が壊れたおもちゃを原則無料で修理する活動を行っている。団体名の「トイなおす」は、「トイ（toy、おもちゃ）を直す」という意味と物を大切にする心を「問い直す」という意味をかけたもので、メンバーは技術者や退職者、趣味で参加する者など多様である。まずおもちゃの壊れた箇所を調べて「カルテ」を作成し、得意なおもちゃを専門の「ドクター」が「入院中」のおもちゃを「治療」する。治療に用いる部品は、以前に治療したおもちゃの部品から調達するが、不足分はドクターが自ら買い足している。
2002年（平成14年）に鈴鹿市清掃管理課がごみの減量とリサイクルの推進の一環として、おもちゃの修理をする「おもちゃドクター」を募集した。工業が盛んな土地柄のため、多くの市民が「ドクター」に名乗りを挙げ、2003年（平成15年）11月16日にボランティア団体として独立した。2004年（平成16年）時点で20人の会員がいた。2004年（平成16年）に活動を認められ、リデュース・リユース・リサイクル推進協議会会長賞を受賞した。